# Henry Taylor (pisarz)
Henry Taylor (ur. 1800, zm. 1886) – angielski urzędnik państwowy, pisarz, poeta i dramaturg. 

## Życiorys
Henry Taylor urodził się w Bishop Middleham. Był synem George’a Taylora (1772–1851) i jego żony Eleanor Ashworth. W 1824 dołączył do Colonial Office i  został urzędnikiem brytyjskim na Karaibach. W 1839 ożenił się z Teodosią Rice, córką polityka Thomasa Springa Rice’a. Był bliskim przyjacielem Roberta Southeya.

## Twórczość
Henry Taylor jest powszechnie znany jako autor jednego dzieła, dwuczęściowego niescenicznego dramatu Philip van Artevelde, opublikowanego w 1834. Utwór ten opowiada o Philipie van Artevelde, pochodzącym z Gandawy średniowiecznym mieszczańskim przywódcy, który w 1382 zginął w bitwie z Francuzami. Dzieło zostało zrecenzowane w The Edinburgh Review. Dramat został oparty na wzorach elżbietańskich i jest napisany wierszem białym. Wcześniej wydał sztukę Isaac Comnenus (1827). Napisał też swoją autobiografię. Tragedii Philip van Artevelde zarzucano, że lacks the fire and energy of life. Algernon Charles Swinburne poświęcił Henry’emu Taylorowi sonet On the Death of Sir Henry Taylor.